# Kristiansund
Kristiansund är en tätort och stad i Nordmøre som utgör centralort i Kristiansunds kommun i Møre og Romsdal fylke i västra Norge.
Kristiansund erhöll stadsrättigheter 1742. Kristiansund är mest känd för klippfisk. I staden finns också ett klippfiskmuseum. Klippfisk är torkad fisk som vanligen framställs av torsk men även andra arter som sej och långa förekommer. Klippfisk är en stor norsk exportprodukt sedan århundraden och spanjorer och portugiser kom tidigt till Kristiansund för att köpa klippfisk. Detta gav upphov till maträtten bacalao som är en fiskgryta gjord på klippfisk.
Under den tyska invasionen av Norge bombades Kristiansund 28 april - 2 maj 1940 av tyska bombflygplan med brandbomber och 2/3 av staden förstördes samtidigt som 8.000 av stadens 14.000 blev hemlösa, även övrig bebyggelse drabbades hårt. Återuppbyggnaden tog lång tid och länge stod provisoriska bostäder kvar.

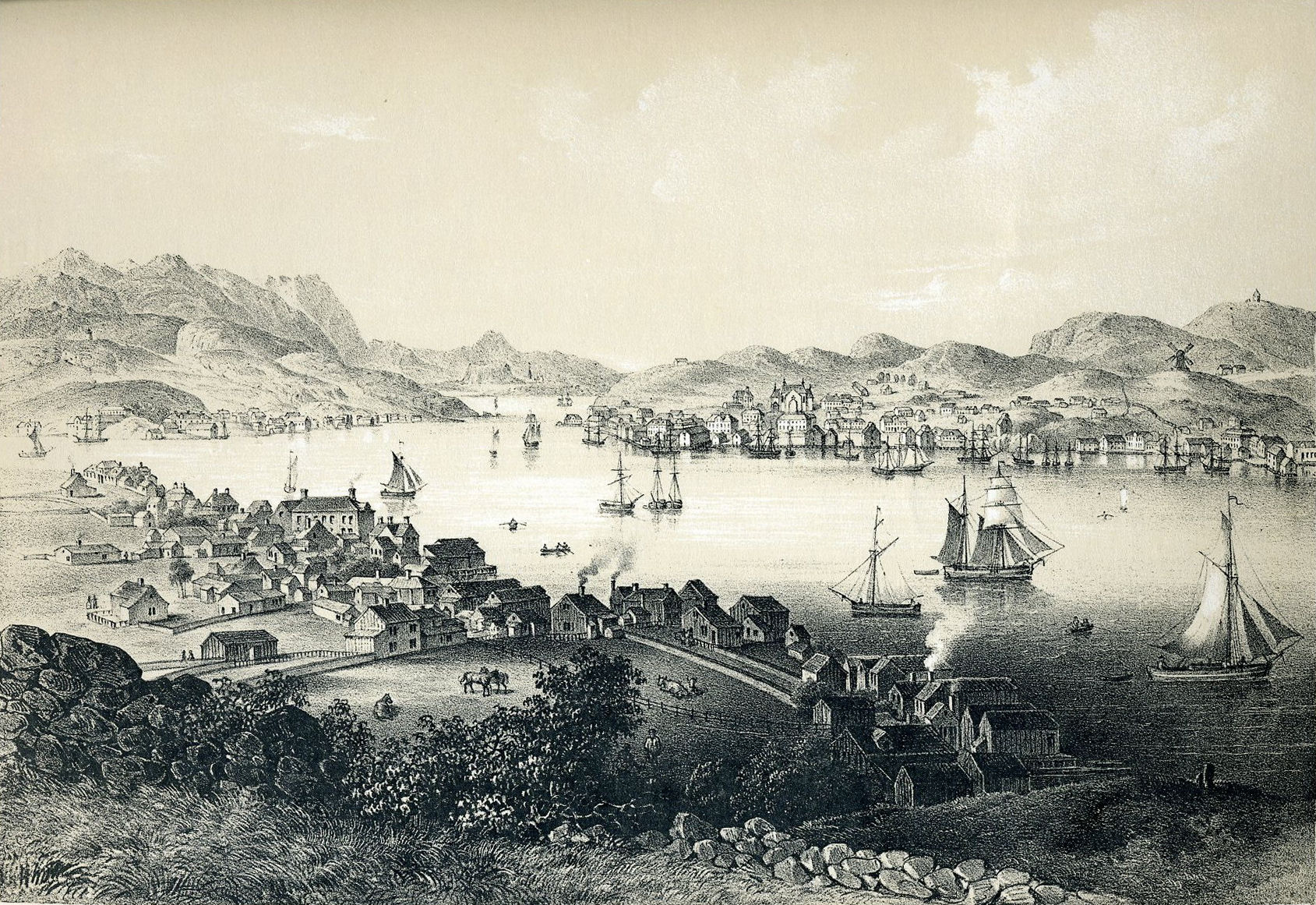
Kopparstick av Kristiansund från 1848.